# Parasmittina ovilirata
Parasmittina ovilirata är en mossdjursart som beskrevs av Tilbrook 2006. Parasmittina ovilirata ingår i släktet Parasmittina och familjen Smittinidae. Inga underarter finns listade i Catalogue of Life.